# Aswath Damodaran
Aswath Damodaran, född 23 september 1957 i Chennai, Indien, är professor i finansiering vid Stern School of Business vid New York University. Där undervisar han i bland annat corporate finance och aktievärdering.

## Biografi
Känd som "Dekanus för värdering" på grund av sin expertis inom det ämnet, är Damodaran mest känd som författare till flera allmänt använda akademiska och praktiska texter om värdering, företagsfinansiering och investeringsförvaltning. Han nämns allmänt inom området värdering, med "ett stort anseende som en lärare och auktoritet". Han har skrivit flera böcker om aktievärdering, samt om företagsfinansiering och investeringar. Han är allmänt publicerad i ledande tidskrifter om finans, såsom Journal of Financial and Quantitative Analysis, The Journal of Finance, Journal of Financial Economics och Review of Financial Studies. Han är också känd som en resurs inom värdering och analys hos investmentbanker på Wall Street.
Damodaran har avlagt masterexamen och tagit doktorsgrad vid UCLA Anderson, tillsammans med en kandidatexamen i redovisning från Loyola College, Chennai och en masterexamn vid Indian Institute of Management Bangalore.

## Karriär och vetenskapligt arbete
Innan han började arbeta på New York University var han gästföreläsare vid University of California, Berkeley från 1984 till 1986. Han profilerades i Business Week som en av de 12 bästa professorerna inom amerikanska handelshögskolan. Han har också fått utmärkelser för excellens i undervisning från båda universiteten. Damodaran undervisar också på TRIUM Global Executive MBA Program, en allians av NYU Stern, London School of Economics och HEC School of Management, och för Master of Science in Global Finance (MSGF), som är ett gemensamt program mellan Stern och Hong Kong University of Science and Technology. Han undervisar också "Valuation" Open Enrollment program för Stern Executive Education. Allmänt känd för sitt onlinebidrag i värderingsvärlden, undervisar Damodaran också på onlinecertifikaten "Advanced Valuation" och "Corporate Finance" på NYU Stern.